# Senát Spojených států amerických
Senát Spojených států amerických (anglicky United States Senate) je horní komora dvoukomorového Kongresu Spojených států. Dolní komorou je Sněmovna reprezentantů Spojených států amerických, nicméně Ústava Spojených států amerických označení horní a dolní komora nepoužívá a podle ní je postavení obou komor rovnocenné. Každý stát Unie má v Senátu dva zástupce, což zaručuje vzájemnou rovnost států. Senátoři jsou přímo voleni na pevně dané šestileté období.
Předsedou Senátu je ze své funkce úřadující viceprezident Spojených států amerických. Viceprezidenti však Senátu předsedají jen výjimečně, běžná zasedání pléna vede předseda pro tempore, zvolený z řad senátorů strany mající většinu mandátů. 
Místem schůzí Senátu je severní křídlo Kapitolu.

## Historie
Existence senátu je zakotvena v Ústavě od roku 1787, jeho hlavním úkolem mělo být vyvažovat postavení států bez ohledu na jejich velikost. První zasedání celého Kongresu bylo svoláno 4. března 1789 do newyorské Federal Hall, senátoři se 6. dubna téhož roku dohodli na kvóru a zvolili si svého vrátného, sekretáře a kaplana. Horní komoru tehdy tvořilo 26 zástupců jednotlivých států, dělili se na příznivce a odpůrce vlády prezidenta Washingtona, což předznamenalo pozdější vznik Demokraticko-republikánské a Federalistické strany. Prvním předsedou ex officio se stal John Adams, prvním předsedou pro tempore John Langdon. Od roku 1790 zasedal ve Filadelfii, v roce 1800 již natrvalo přesídlil do budovy Kapitolu. 
Členy Senátu většinou volily parlamenty jednotlivých států. Roku 1913 byl prosazen sedmnáctý dodatek Ústavy, který zavedl přímou volbu.

## Pravomoci Senátu
V legislativním procesu při schvalování zákonů jsou obě komory rovnocenné. Proto se nehovoří o klasickém dělení na „dolní“ a „horní“ komoru zastupitelského orgánu. Zákon lze navrhnout v každé z nich, a také jeho přijetí a projednání musí být uskutečněno v obou komorách. Prezidentské veto musí být přehlasováno dvoutřetinovou většinou v obou komorách (hlasuje se dle jmen).
Senátu byly dány další pravomoci, kterými může „brzdit a vyvažovat“ moc výkonnou. Například prezident Spojených států amerických nemůže bez souhlasu Senátu ratifikovat mezinárodní smlouvy nebo jmenovat některé členy své administrativy (členy vlády i vedoucí federálních úřadů), důstojníky ozbrojených sil, jakožto například velvyslance, členy federálních soudů (včetně Nejvyššího soudu Spojených států), a členy rady Federálního rezervního systému.
Senát na základě Dvanáctého dodatku Ústavy volí viceprezidenta, pokud žádný z kandidátů nezíská potřebnou většinu ve sboru volitelů. V takové situaci volí Senát viceprezidenta absolutní většinou hlasů ze dvou kandidátů s největším počtem hlasů volitelů. K takové situaci doposud došlo pouze jedinkrát, a to v roce 1836, kdy Richard Mentor Johnson, nebyl o jeden hlas zvolen sborem volitelů a zvolen byl až Senátem. Dojde-li k uprázdnění úřadu viceprezidenta (např. z důvodu rezignace, úmrtí nebo nástupu do prezidentského úřadu), tak Senát společně se Sněmovnou reprezentantů (dle Dvacátého pátého dodatku Ústavy) potvrzuje prezidentskou nominaci kandidáta na viceprezidenta. Takový kandidát musí být potvrzen absolutní většinou v obou komorách. 
Senátu přísluší posuzovat a rozhodovat o zbavení funkce (impeachmentu) členů federální moci výkonné a soudní. Procesu předsedá viceprezident nebo předseda pro tempore, s výjimkou impeachmentu prezidenta, který dle Ústavy probíhá pod vedením předsedy Nejvyššího soudu. K vydání prohlášení o vině a zbavení úřadu je zapotřebí souhlasu dvou třetin přítomných senátorů.

## Složení Senátu
V Senátu má každý ze států Unie dva zástupce, což zaručuje vzájemnou rovnost na základě tzv. Connecticutského kompromisu (zatímco počet členů Sněmovny reprezentantů je úměrný počtu obyvatel státu). Senátoři jsou voleni na pevně dané šestileté období. Senátorem může být pouze osoba, která dosáhla věku třiceti let, je devět let občanem Spojených států a je obyvatelem státu, v němž bude volena. Původně senátory volily parlamenty jednotlivých států,, ale přijetím XVII. dodatku Ústavy z roku 1913 byla zavedena přímá volba občany daného státu. Každý senátní mandát patří do jedné ze tří přibližně stejně velkých skupin, mandáty za jeden stát jsou vždy součástí různých skupin. Každý sudý rok se volí jedna skupina (třetina senátorů).
Senátoři (z jednoho státu nebo při jiném vzájemném porovnávání) se tradičně rozlišují na starší (senior) a mladší (junior) podle délky, kterou už v Senátu strávili.
Základní roční plat senátora činí 174 000 dolarů, předseda pro tempore a hlavní představitelé zastoupených stran si přijdou až na 193 400 dolarů.

### Uprázdněné mandáty
Sedmnáctý dodatek ústavy, kromě přímé volby senátorů, ukládá výkonné moci jednotlivých států resp. guvervérům těchto států vyhlásit doplňovací volby (angl. special election) pokud dojde k uprázdnění senátorského mandátu (např. z důvodu rezignace nebo úmrtí senátora). Senátor zvolený v doplňovacích volbách se ujme úřadu co nejdříve a to do konce volebního období senátora, kterého nahrazuje. Stejný dodatek dále umožňuje parlamentům jednotlivých států dát guvernérům pravomoc na uvolněný post dočasně jmenovat senátora do uskutečnění doplňovacích (nebo řádných) voleb.
- Severní Dakota, Oregon, Rhode Island a Wisconsin neumožňují guvernérům jmenování náhradníka a vyžadují přímo doplňovací volby,
- Alabama, Aljaška, Connecticut, Louisiana, Massachusetts, Mississippi, Texas, Vermont a Washington umožňují guvernérům jmenování náhradníka, ale vyžadují konání doplňovacích voleb v brzkém termínu,
- 36 států umožňuje jmenování dočasného senátora guvernérům, přičemž jím jmenovaný senátor se ujme svého úřadu do konce řádného mandátu nebo do nejbližších celostátních voleb.
  - Ve státech Arizona, Havaj, Severní Karolína, Maryland, Utah a Wyoming musí guvernér jmenovat náhradního senátora ze stejné strany jako byl poslední řádně zvolený senátor. V Oklahomě může od roku 2021 guvernér opět jmenovat na uprázdněný mandát senátora, který musí být minimálně pět let součástí stejné strany jako jeho předchůdce a musí odpřisáhnout, že nebude kandidovat v následujících senátních volbách.

## Hlasování
Obě komory Kongresu jsou usnášeníschopné za přítomnosti nadpoloviční většiny všech svých členů (51 senátorů, platí také presumpce usnášeníschopnosti dokud není vznesena námitka). Pro přijetí většiny usnesení stačí prostá většina přítomných senátorů. Pro některé případy je potřebný vyšší počet hlasů.
- Absolutní většina všech senátorů pro:
  - Potvrzení kandidáta nominovaného prezidentem na úřad viceprezidenta
- Třípětinová většina všech senátorů pro:
  - Ukončení rozpravy o návrhu zákona (po maximálně dalších 30 hodinách rozpravy) a postoupení k jeho hlasování (tzv. filibuster)[p. 7]
  - Prodloužení výše uvedeného časového limitu odhlasovaného ukončení rozpravy.
- Dvoutřetinová většina přítomných senátorů pro:
  - Odsouzení v procesu impeachmentu členů federální moci výkonné nebo soudní
  - Souhlas s ratifikací mezinárodních smluv
  - Ukončení rozpravy a postoupení k hlasování a hlasování o jednacím řádu Senátu
- Dvoutřetinová většina všech senátorů pro:
  - Přehlasování prezidentského veta

- - Odsouhlasení navržení ústavního dodatku
  - Vyloučení senátora

V případě rovnosti hlasů rozhoduje hlas viceprezidenta, pokud je přítomen.
Hlasování může probíhat třemi způsoby:
1. Aklamací (voice vote) – ti, kdož jsou pro návrh, vysloví nahlas souhlas („aye“), ti proti návrhu vysloví nesouhlas („nay“) a předseda rozhodne jakých hlasů byla převaha. Proti hlasování lze vznést námitku a vyžádat hlasování jinou formou.
2. Povstáním (division vote) – Obdobně jako u hlasování aklamací, senátor, který je pro návrh, na svém místě povstane. A je spočítán počet hlasů pro návrh, poté proti návrhu. Výsledkem hlasování není záznam o hlasování jednotlivých senátorů, pouze zda návrh prošel. Proti hlasování lze vznést námitku a vyžádat hlasování dle jmen.
3. Podle jmen (rollcall vote / Yea and Nay vote) – Při hlasování dle jmen vyzve postupně skrutátor senátory, aby s návrhem vyjádřili souhlas („yea/aye“) nebo nesouhlas („nay“). Ústava stanoví, že senátor může požádat o hlasování dle jmen, ke hlasování touto formou se přistoupí, pokud je pro takový návrh alespoň pětina přítomných senátorů. Hlasování dle jmen se dle Ústavy užije také v případě přehlasování prezidentského veta.

## Předseda Senátu a jeho funkce

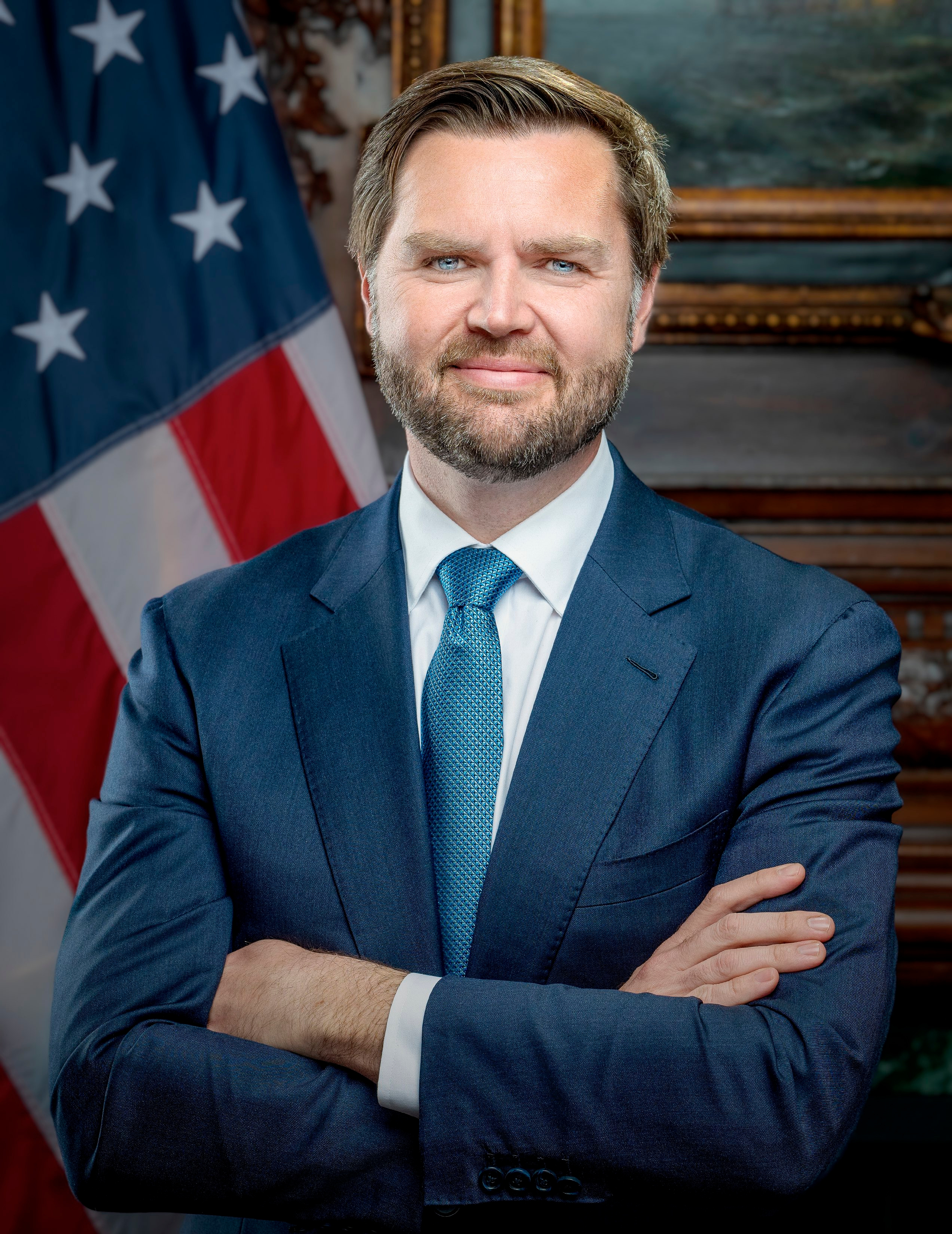
Viceprezident J. D. Vance, předseda ex officio

Předsedou Senátu ex officio je viceprezident Spojených států amerických, který může hlasovat jen v případě rovnosti hlasů. Po 2. světové válce viceprezident předsedá jen málokdy a účastní se pouze při ceremoniálních příležitostech (jako skládání slibu nových senátorů nebo společné schůze obou komor), případně v situaci, kde se očekává potřeba rozhodnout patové hlasování.
Pokud není přítomen viceprezident, zasedání pléna vede předseda pro tempore (President pro tempore, z latiny „toho času“). Na základě tradice je za předsedu volen nejdéle sloužící senátor většinové strany. Ani on však obvykle nepředsedá sám, ale deleguje to na mladší senátory své strany, obvykle po hodinových blocích. Často jsou předsedáním pověřováni nejnověji zvolení senátoři, aby se seznámili s pravidly a procedurami.

## Galerie

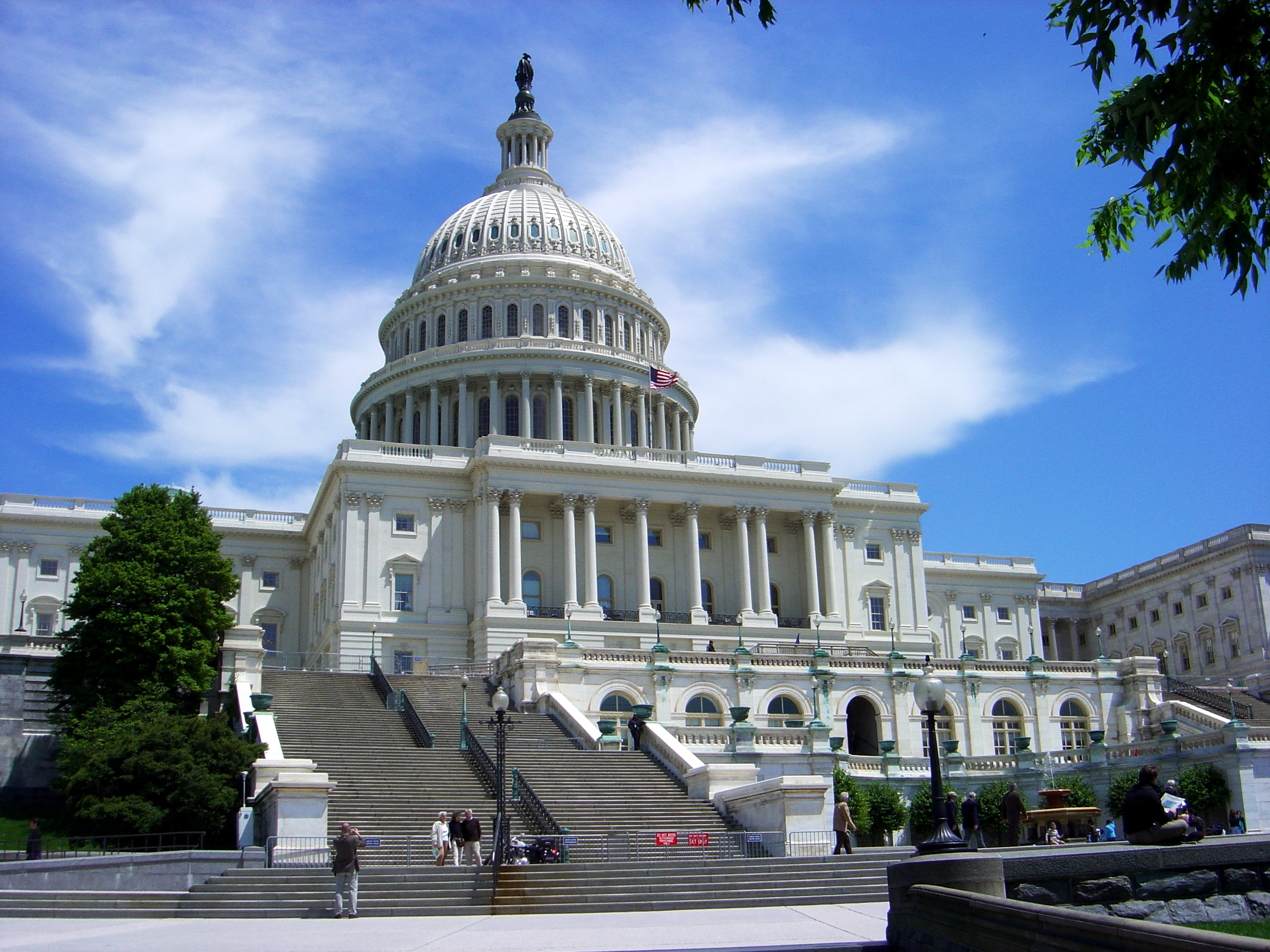
Kapitol ve Washingtonu, kde Senát zasedá
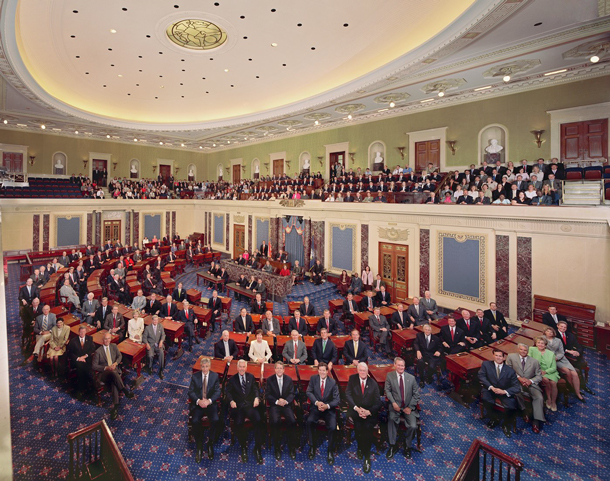
Zasedací síň Senátu
Senátoři dle strany a státu (leden 2025):     2 demokraté     1 demokrat a 1 republikán     2 republikáni     1 nezáv. demokrat resp. 1 nezávislý na kandidátce demokratů